# Regionalwahl in Kampanien 1990
Die Regionalwahl in Kampanien 1990 fand am 6. und 7. Mai statt.

## Wahlergebnis
| Listen            | Listen                                        | Stimmen   | %    | Mandate |
| ----------------- | --------------------------------------------- | --------- | ---- | ------- |
|                   | Democrazia Cristiana                          | 1.325.686 | 40,8 | 25      |
|                   | Partito Socialista Italiano                   | 616.681   | 19,0 | 12      |
|                   | Partito Comunista Italiano                    | 542.496   | 16,7 | 10      |
|                   | Partito Socialista Democratico Italiano       | 161.022   | 5,0  | 3       |
|                   | Movimento Sociale Italiano – Destra Nazionale | 159.787   | 4,9  | 3       |
|                   | Partito Repubblicano Italiano                 | 155.550   | 4,8  | 3       |
|                   | Lista Verde                                   | 86.847    | 2,7  | 2       |
|                   | Partito Liberale Italiano                     | 81.484    | 2,5  | 1       |
|                   | Verdi Arcobaleno                              | 43.201    | 1,3  | 1       |
|                   | Antiproibizionisti sulla Droga                | 28.430    | 0,9  | –       |
|                   | Democrazia Proletaria                         | 26.538    | 0,8  | –       |
|                   | Lista Pensionati                              | 10.249    | 0,3  | –       |
|                   | Lega Lombarda – Lega Sud                      | 7.501     | 0,2  | –       |
|                   | Nuovo Partito Popolare                        | 1.164     | 0,0  | –       |
| Gesamt            | Gesamt                                        | 3.246.636 | 100  | 60      |
|                   |                                               |           |      |         |
| Ungültige Stimmen | Ungültige Stimmen                             | 282.214   | 8,0  |         |
| Wähler            | Wähler                                        | 3.528.850 | 81,2 |         |
| Wahlberechtigte   | Wahlberechtigte                               | 4.347.535 |      |         |